# St. Stephan (Mainz)

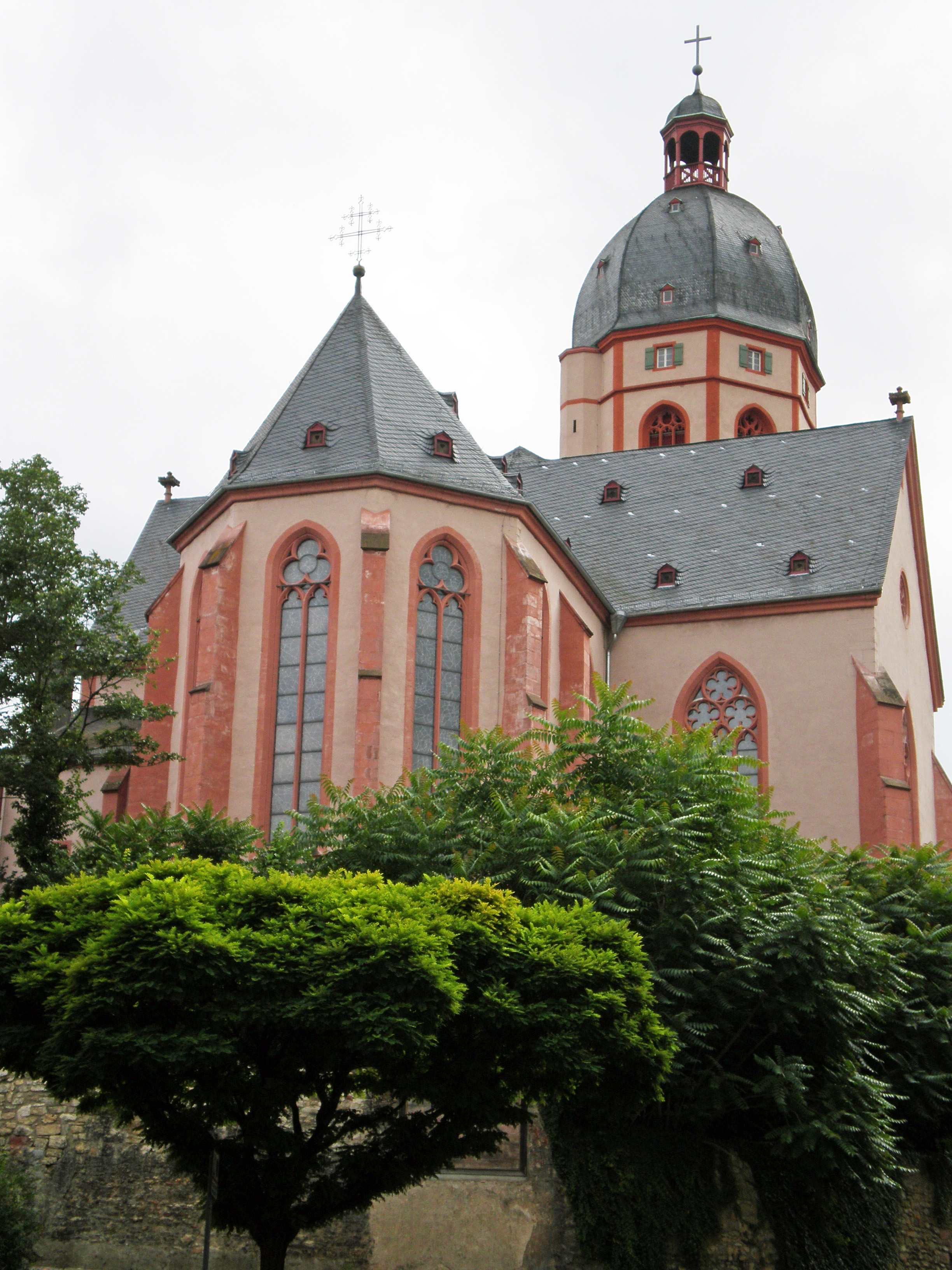
Blick aus der Maria-Ward-Straße

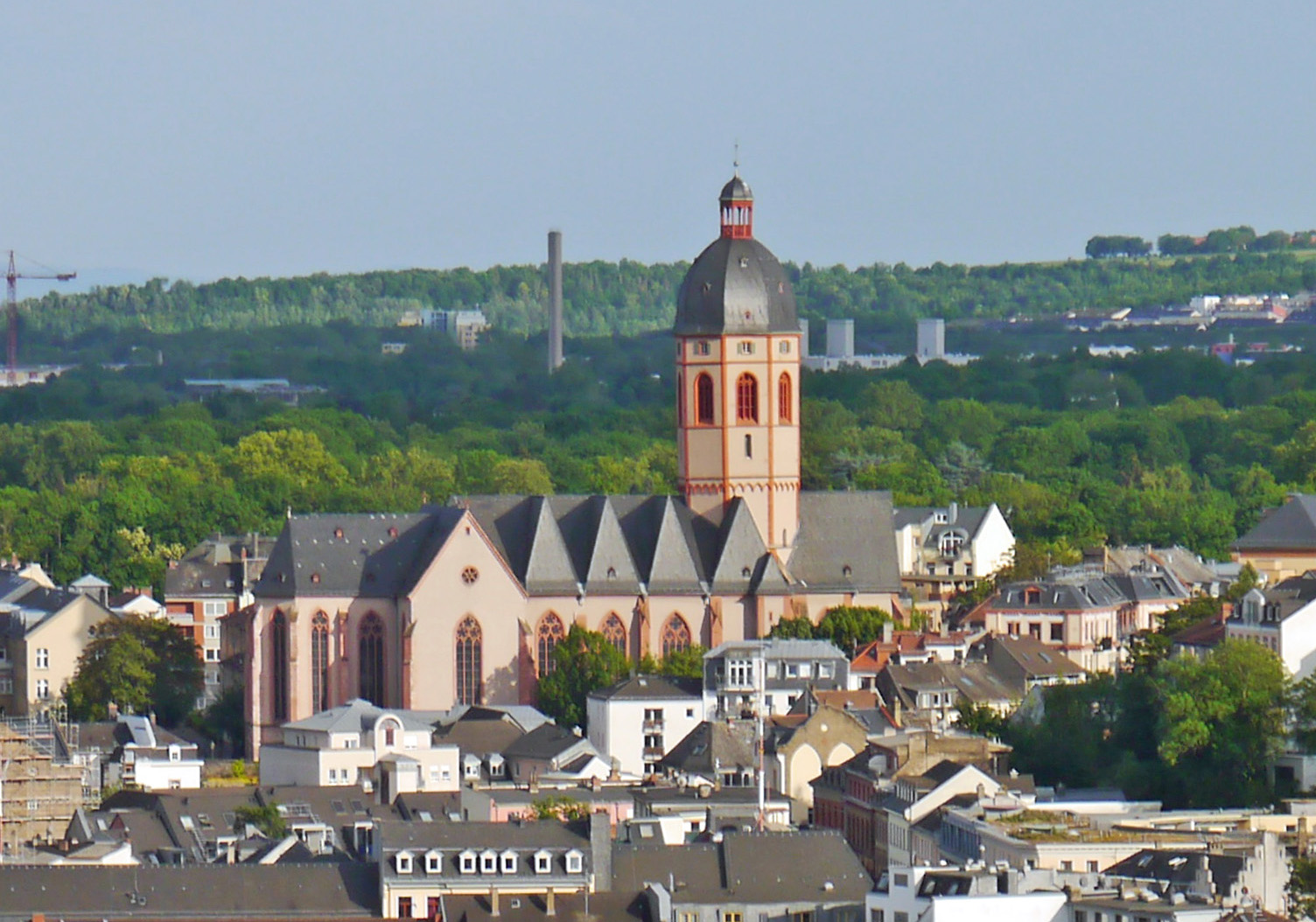
St. Stephan zu Mainz: Blick vom Bonifaziusturm A auf den großen Glockenturm, der jahrhundertelang der höchste Punkt der Stadt war, und das Langhaus

Die katholische Pfarrkirche Sankt Stephan in Mainz wurde 990 von Erzbischof Willigis auf der höchsten Erhebung der Stadt gegründet. Auftraggeberin der Stephanskirche war höchstwahrscheinlich die Kaiserwitwe Theophanu. Willigis wollte mit ihr die Gebetsstätte des Reiches schaffen. Das weist bereits die Namenswahl aus: Stephan bedeutete ursprünglich im Altgriechischen Στέφανος „Kranz“; „Krone“ („die Stadtkrone“ oder „die Reichskrone“).
In der Kirche war ursprünglich ein Kollegiatstift untergebracht. Der Propst des Stiftes verwaltete eines der Archidiakonate (mittelalterliche Organisationseinheit, ähnlich den heutigen Dekanaten) des Erzbistums Mainz.

## Bau

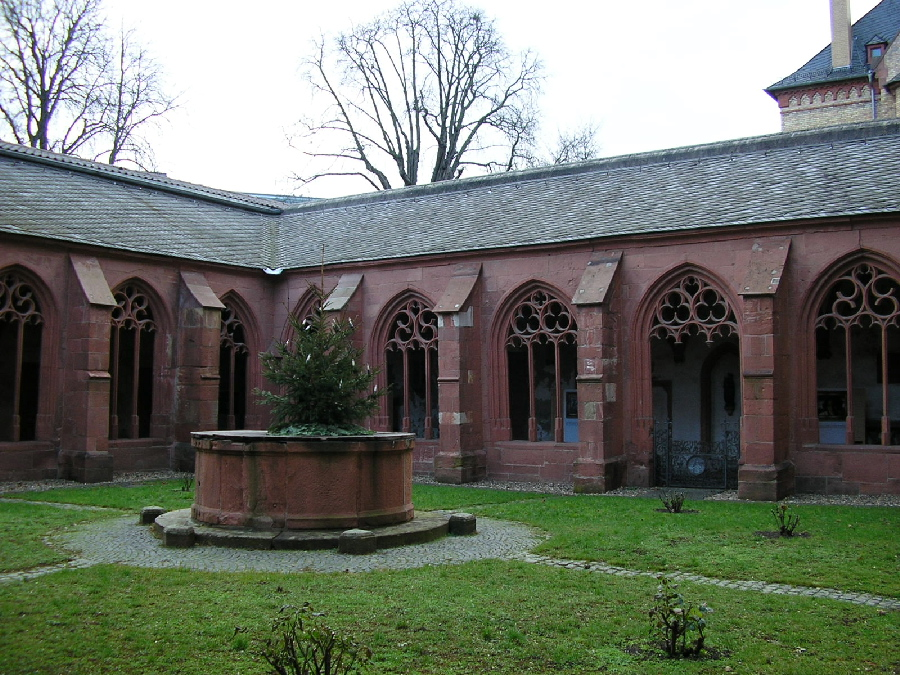
Gotischer Kreuzgang von St. Stephan, nach schwerer Kriegszerstörung 1968–71 wiederhergestellt

Der heutige Bau datiert jedoch aus späterer Zeit. Erzbischof Bardo ließ die zunächst aus Holz errichtete Kirche ab 13. April 1043 in Stein ausführen. Um 1267 wurde ein Nachfolgebau begonnen, der um 1340 fertiggestellt wurde. Dieser behielt die Vorgaben des Grundrisses des Willigis-Baus und damit die Ausgestaltung als Doppelchoranlage bei. St. Stephan ist damit die älteste gotische Hallenkirche am Mittelrhein und die nach dem Mainzer Dom bedeutendste Kirche der Stadt Mainz.
Von 1462 bis 1499 wurde der Kreuzgang an die Südseite angefügt. Im Osten der Pfarrkirche liegt der Willigisplatz.
In der Barockzeit wurden die Innenräume von St. Stephan entsprechend ausgestaltet. 1857 explodierte jedoch ein nahegelegener Pulverturm (Mainz war im 19. Jahrhundert Bundesfestung), wodurch die barocke Ausstattung der Kirche verloren ging. Von Oktober 1813 bis Januar 1814 diente der große Glockenturm auch als Signalstation der optischen Telegraphenlinie nach Metz. Von 1816 bis zu seinem Tod im Jahr 1874 amtierte hier Johann Peter Merz als Pfarrer.
Während der Luftangriffe auf Mainz im Zweiten Weltkrieg wurde St. Stephan schwer beschädigt. Bei dem großen Luftangriff auf Mainz am 27. Februar 1945 wurden auch die Glocken zerstört. Der große Westturm musste danach in einem komplizierten Verfahren restauriert werden. Nicht wiederhergestellt wurden jedoch die Gewölbe von Langhaus und Chor, die nun durch eine flache Holzdecke ersetzt sind. Eine Wiederherstellung der Gewölbe wäre aber nach wie vor möglich.
In seiner heutigen Form ist St. Stephan eine dreischiffige gotische Hallenkirche mit Chören im Osten und Westen sowie mit einem großen achteckigen Glockenturm über dem Westchor.

## Ausstattung
Der Kirchengründer Willigis wurde in der von ihm gegründeten Kirche 1011 begraben. Die genaue Grabstätte ist jedoch durch den Umbau nicht mehr feststellbar.
Nach der Pulverturmexplosion und den Kriegszerstörungen sind vor allem die Altarmensa aus dem 13. Jahrhundert sowie der große Tabernakel (um 1500) erhalten.

### Chagall-Fenster

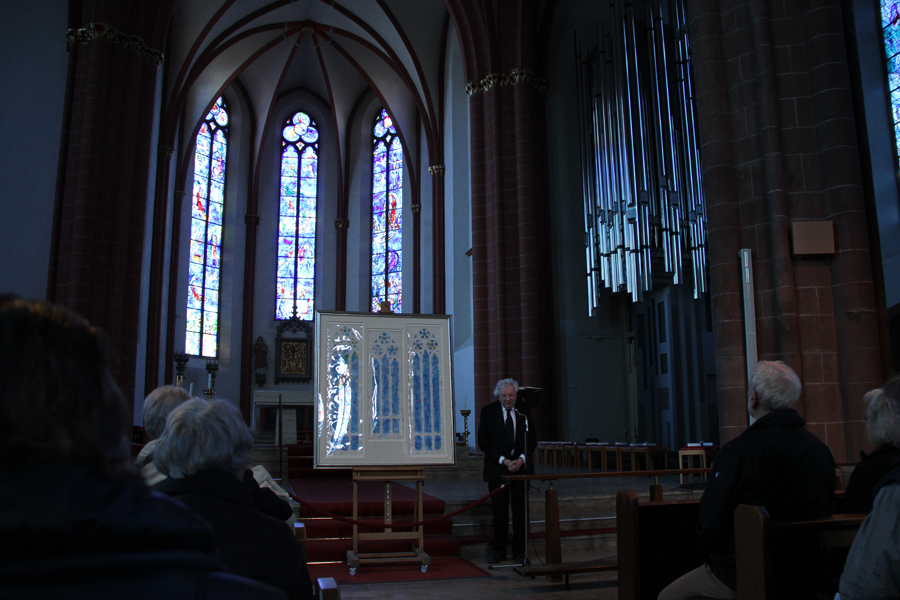
Monsignore Mayer erklärt die Entwurfszeichnung von Marc Chagall für die Langhausfenster (2015).

Einzigartig in Deutschland sind die Fenster der Stephanskirche, die ab 1978 von Marc Chagall gestaltet wurden, der sie als Beitrag zur jüdisch-deutschen Aussöhnung verstanden wissen wollte. Der damalige Pfarrer von St. Stephan, Monsignore Klaus Mayer, gewann Chagall als Künstler. Bis zu seinem Tod 1985 schuf Chagall insgesamt neun Fenster für den vorderen Teil der Kirche. Vor einem in verschiedenen leuchtenden Blautönen gehaltenen Hintergrund zeigen sie biblische Gestalten und Ereignisse. Eine der bekanntesten Szenen stellt die Versuchung von Adam und Eva im Paradies dar. Chagall entwarf die Glasgemälde und führte auch die Schwarzlotmalerei eigenhändig aus. Es sind die letzten Kirchenfenster, die Chagall schuf. Nach seinem Tod wurde die Arbeit an den restlichen Fenstern in St. Stephan von Charles Marq fortgesetzt, der als Seniorchef des Glasateliers Jacques Simon in Reims 28 Jahre lang mit Marc Chagall zusammengearbeitet hatte.
2014 wurden im New Yorker Auktionshaus Sotheby’s die Entwurfsskizzen versteigert. Drei in verschiedenen Blautönen gehaltene Vorlagen für die Langhausfenster konnten nachträglich von einer privaten Unternehmerstiftung für St. Stephan erworben werden; sie waren 2017 in der Kirche St. Stephan zu besichtigen. Ausgestellt sind nun akkurate Reproduktionen der Skizzen; die Originale befinden sich im Dommuseum.
Mit dem Erstausgabetag 2. November 2018 gab die Deutsche Post AG in der Serie Weihnachten ein Postwertzeichen im Nennwert von 70 Eurocent heraus. Die Briefmarke zeigt das Kirchenfenster Maria mit dem Kinde. Der Entwurf stammt vom Grafiker Detlef Behr aus Köln.

### Glocken
Aus der Werkstatt von Konrad Gobel stammten zwei Glocken von 1544 und 1545. Verloren gingen beim großen Luftangriff alle fünf Glocken, die bei dem Brand des Glockenturms schmolzen.
Als Glockenersatz diente lange Zeit die Beatrix-Glocke aus der zerstörten Kirche St. Emmeran in Mainz. Die 1493 gegossene Glocke ist die drittälteste Glocke der Stadt Mainz. Sie trägt die Inschrift:
+ Anno + domini + m + cccc + xciii + jar + sant + beadrix + glocke + heis + ich + peter + zur + glocken + zu + spier + gos + mich +
Durch eine Spende des Mainzer Technologiekonzerns Schott erhielt St. Stephan 2008 drei neue Glocken. Am 27. Februar 2009, dem Gedenktag der Bombardierung von Mainz im Zweiten Weltkrieg, läuteten alle Glocken erstmals zusammen.
| Glocke | Name            | Gussjahr | Gießer, Gussort           | Durchmesser | Gewicht | Nominal (16tel) |
| ------ | --------------- | -------- | ------------------------- | ----------- | ------- | --------------- |
| 1      | Stephanus       | 2008     | A. Bachert, Karlsruhe     | 1450 mm     | 1900 kg | d′              |
| 2      | Willigis        | 2008     | A. Bachert, Karlsruhe     | 1280 mm     | 1400 kg | e′              |
| 3      | Beatrix         | 1493     | Peter zur Glocken, Speyer | 1180 mm     | 1100 kg | fis′ −4         |
| 4      | Maria Magdalena | 2008     | A. Bachert, Karlsruhe     | 1080 mm     | 800 kg  | g′              |

Eine fünfte Glocke, das „Lumpenglöckchen“, musste im Ersten Weltkrieg 1917 abgeliefert werden, wurde jedoch nicht eingeschmolzen, sondern kam in ein Museum. In den 1950er Jahren wurde es in der Karmeliterkirche in Mainz aufgehängt und 2015 dort ersetzt. Seit 2018 hängt die Renaissance-Glocke von 1617 im Geschoss der ehemaligen Türmerwohnung in einem Holzglockenstuhl und kann nur solistisch von Hand geläutet werden. Die Glocke wurde vom lothringischen Wandergießer Johann Bertelt in Mainz gegossen. Sie wiegt 110 kg und klingt mit dem Ton g″.

Glocken
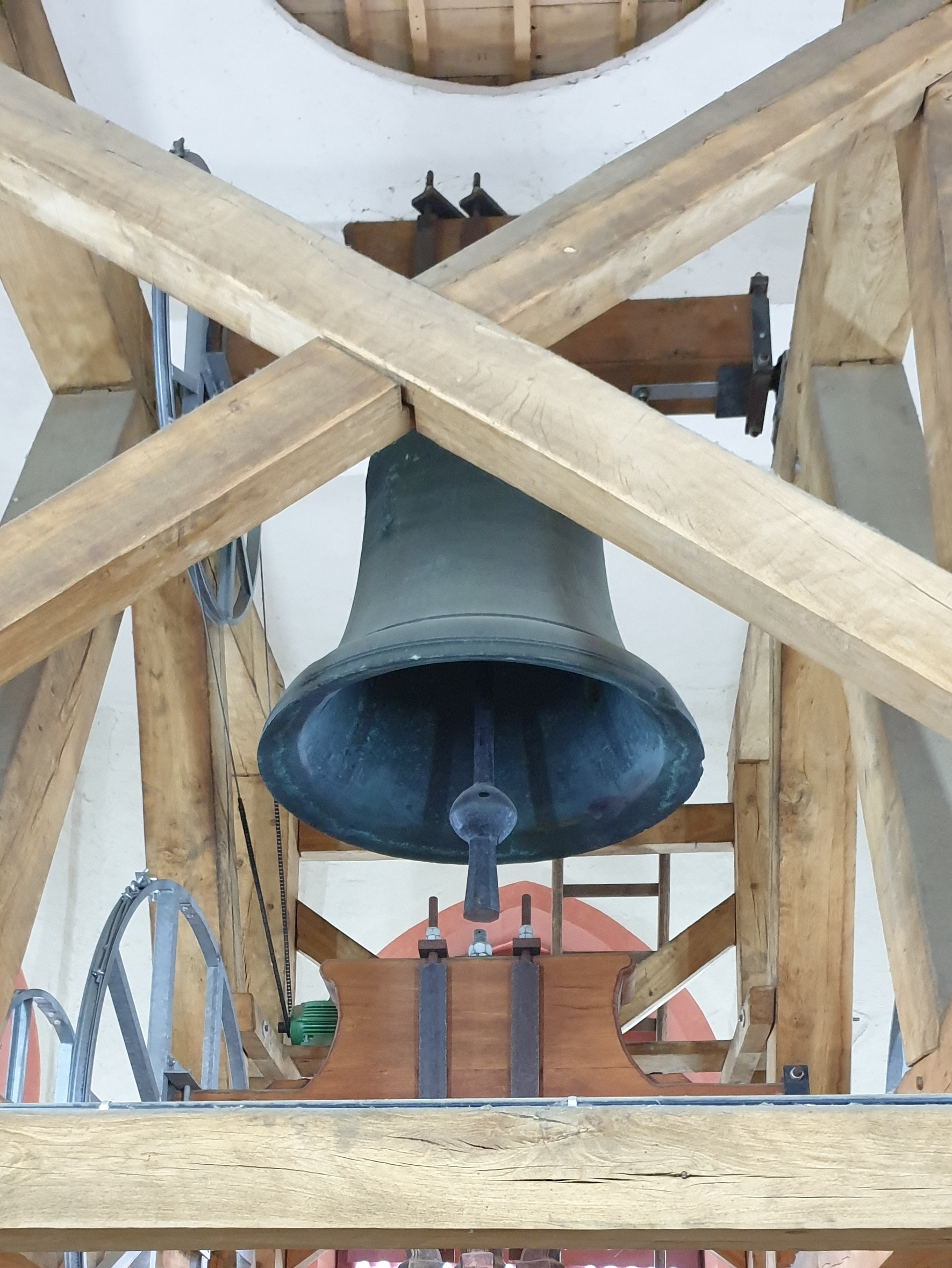
Beatrix-Glocke
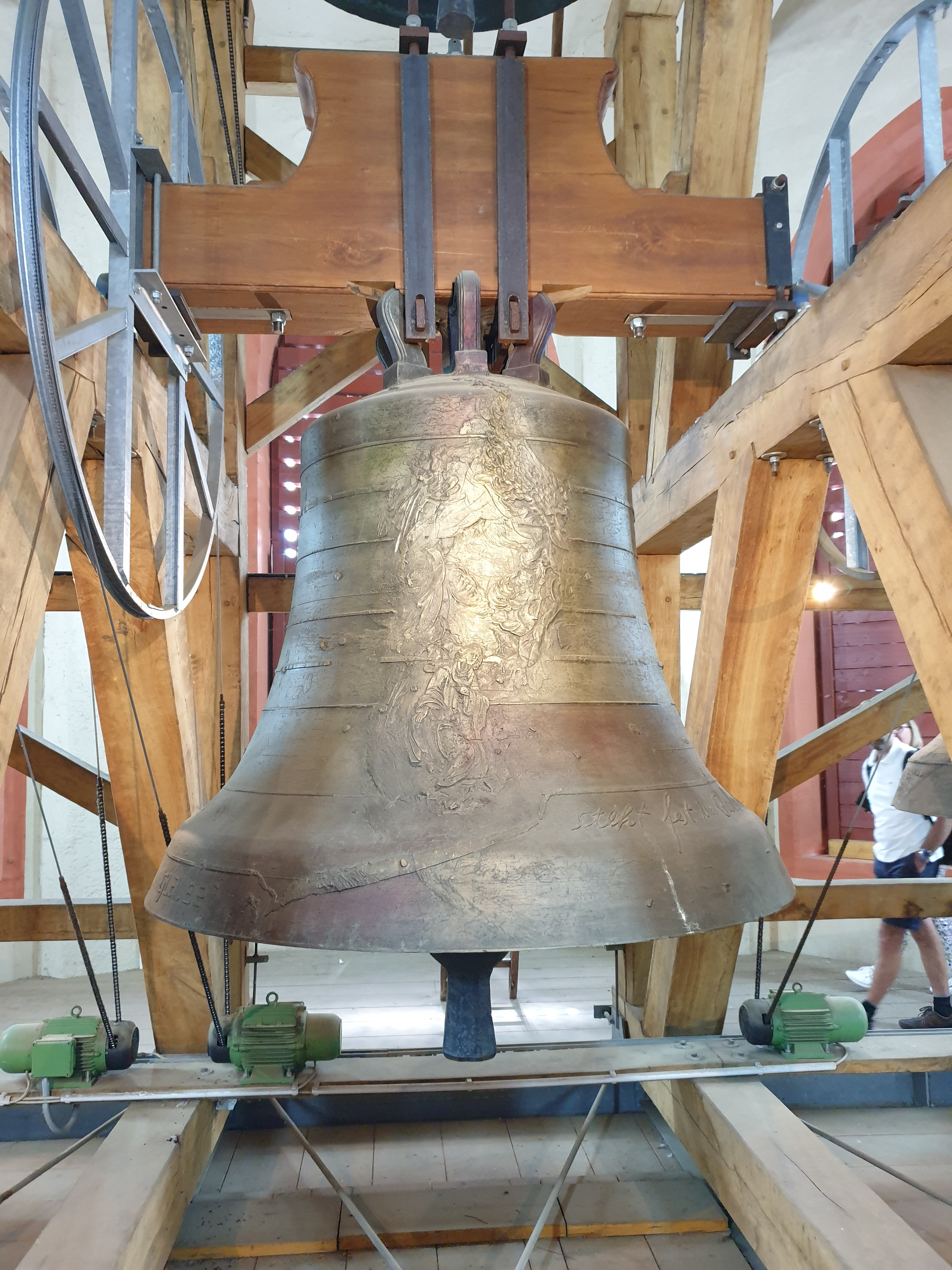
Stephanus-Glocke
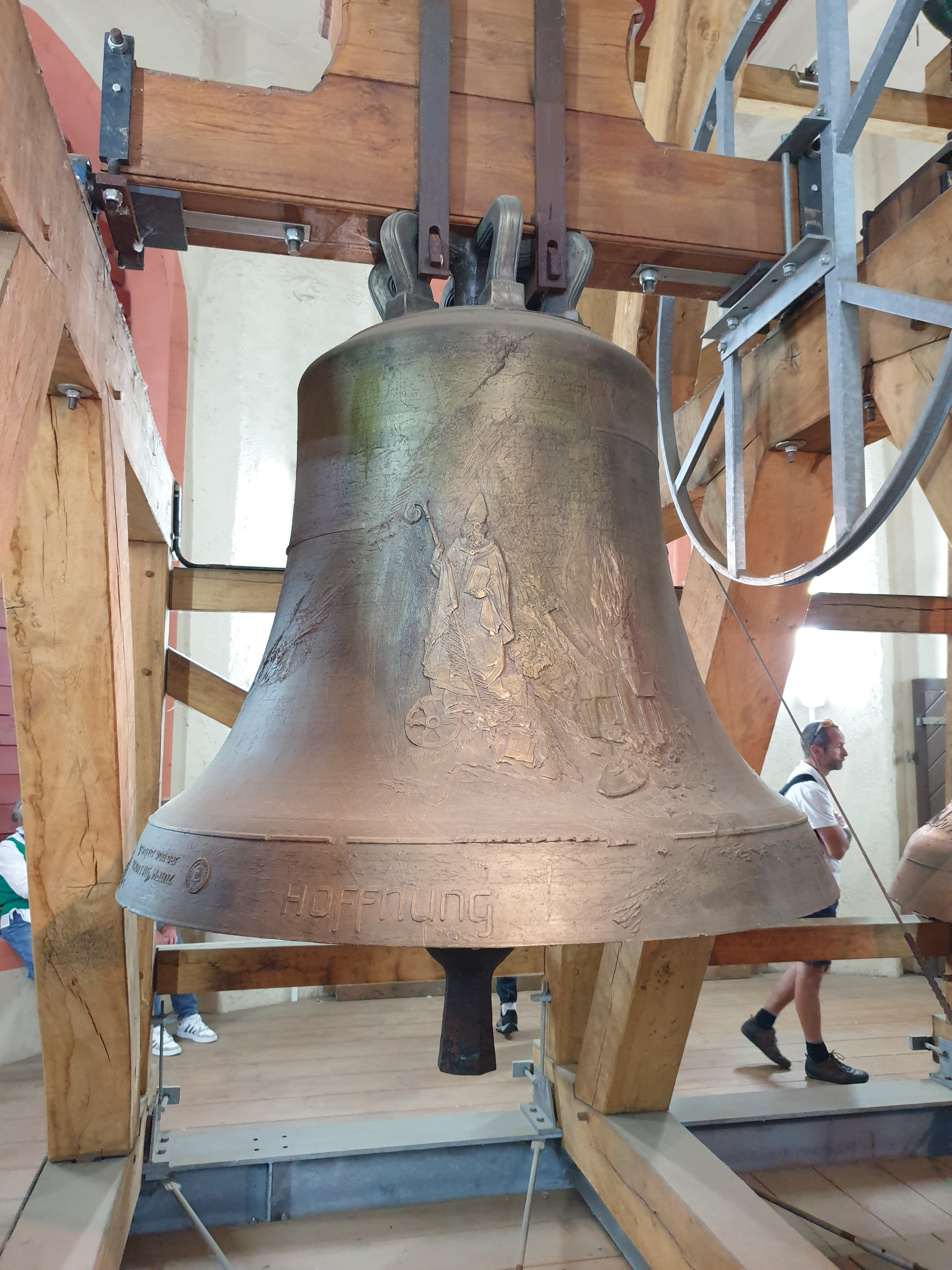
Willigis-Glocke
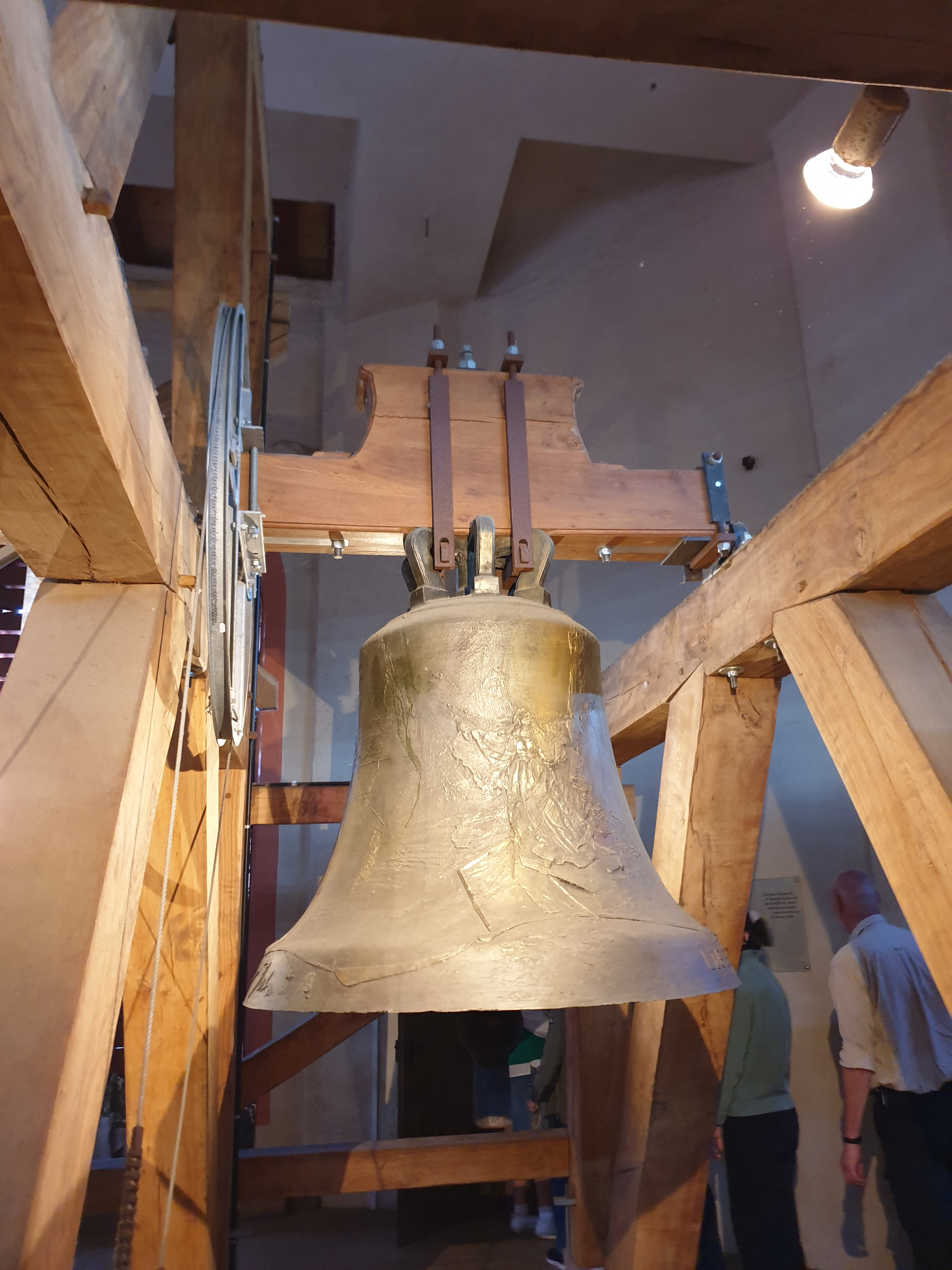
Maria Magdalena-Glocke
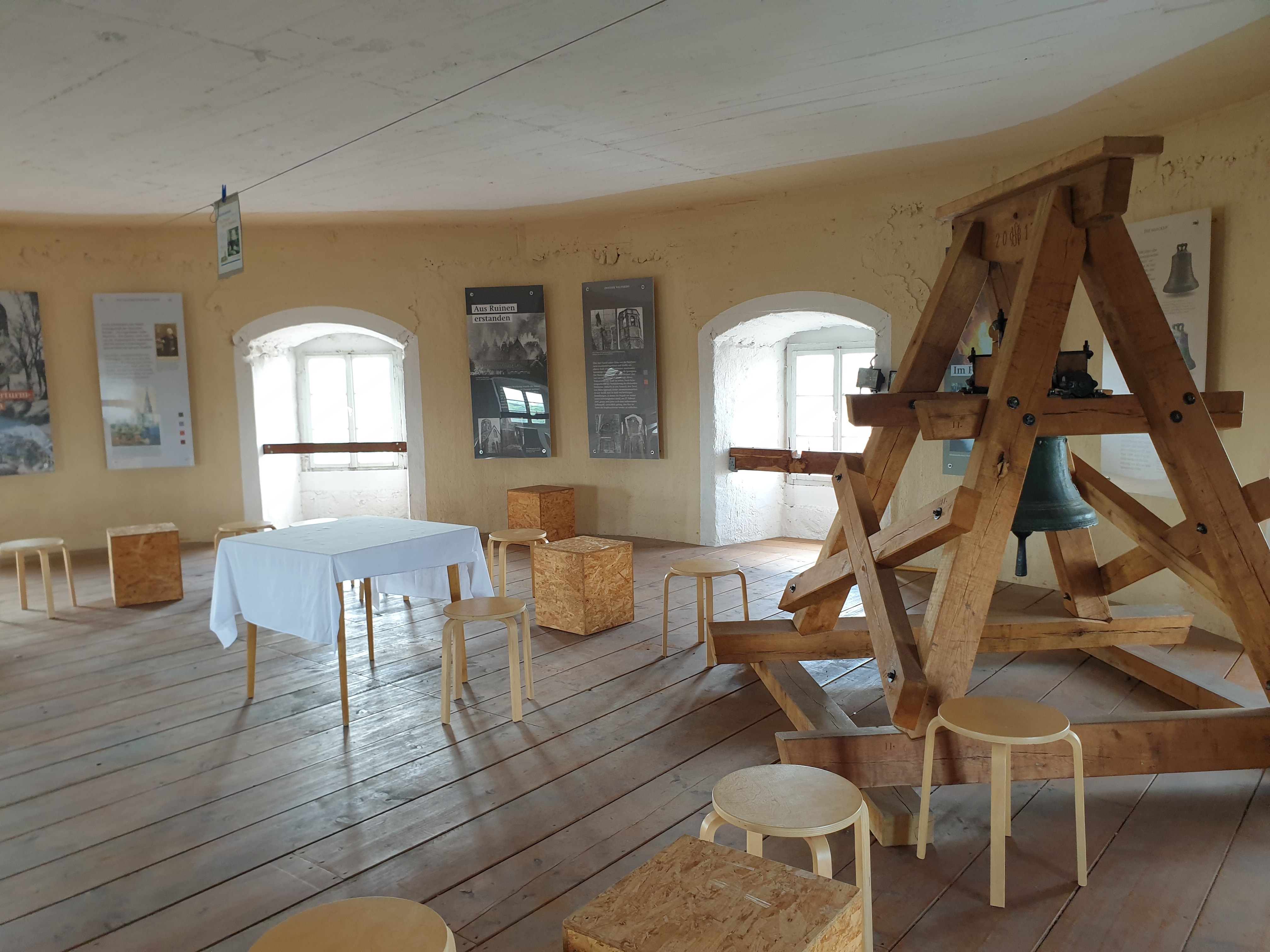
Türmerwohnung mit Lumpenglöckchen
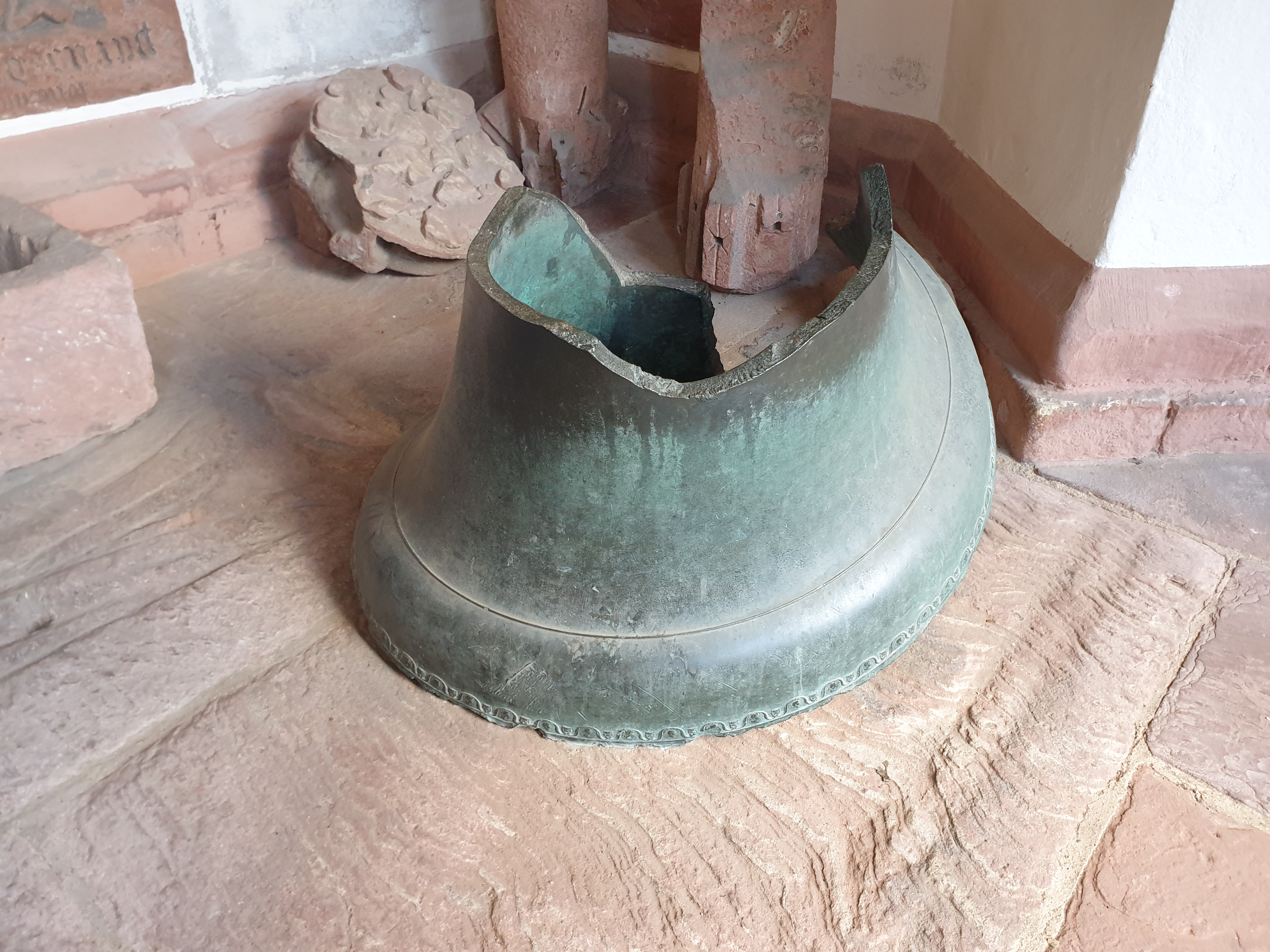
Zerstörte Bronzeglocke im Kreuzgang

### Orgel
Bis zum 1. März 2013 befand sich in der Kirche nur eine sehr kleine Pfeifenorgel mit elf Registern im nördlichen Querhaus. Erst rund 65 Jahre nach Kriegsende ging man daran, den Wunsch nach einem angemessenen Instrument in die Tat umzusetzen.
Die heutige Orgel in St. Stephan wurde von Klais Orgelbau erbaut. Das dreimanualige Instrument hat 46 Register, davon drei Transmissionen, 3006 Pfeifen und eine elektronische Setzeranlage mit Sequenzern. Die Spieltrakturen und Koppeln sind mechanisch, die Registertrakturen elektrisch. Die Orgelweihe fand am 1. März 2013 durch Karl Kardinal Lehmann, Bischof von Mainz, statt.
| I Hauptwerk C–a3 |                    |        |
| 1.               | Praestant          | 16′    |
| 2.               | Principal          | 08′    |
| 3.               | Concertflöte       | 08′    |
| 4.               | Rohrflöte          | 08′    |
| 5.               | Viola di Gamba     | 08′    |
| 6.               | Octave             | 04′    |
| 7.               | Blockflöte         | 02′    |
| 8.               | Quinte             | 02 ⁄3′ |
| 9.               | Superoctave        | 02′    |
| 10.              | Cornet V (ab fis0) | 08′    |
| 11.              | Mixtur IV          | 02′    |
| 12.              | Trompete           | 08′    |
| 13.              | Trompete           | 16′    |

| II Positiv C–a3 |            |       |
| 14.             | Principal  | 8′    |
| 15.             | Dulciana   | 8′    |
| 16.             | Gedackt    | 8′    |
| 17.             | Principal  | 4′    |
| 18.             | Viola      | 4′    |
| 19.             | Doublette  | 2′    |
| 20.             | Larigot    | 1 ⁄3′ |
| 21.             | Mixtur III | 1 ⁄3′ |
| 22.             | Cromorne   | 8′    |
|                 | Tremulant  |       |

| III Schwellwerk C–a3 |                       |         |
| 23.                  | Lieblich Gedackt      | 16′     |
| 24.                  | Flüte harmonique      | 08′     |
| 25.                  | Bordun                | 08′     |
| 26.                  | Gambe                 | 08′     |
| 27.                  | Vox coelestis (ab c0) | 08′     |
| 28.                  | Fugara                | 04′     |
| 29.                  | Traversflöte          | 04′     |
| 30.                  | Quintflöte            | 02 ⁄3′  |
| 31.                  | Flautino              | 02′     |
| 32.                  | Terzflöte             | 01 3⁄5′ |
| 33.                  | Progressio II–V       | 01 ⁄3′  |
| 34.                  | Basson                | 16′     |
| 35.                  | Trompette             | 08′     |
| 36.                  | Hautbois              | 08′     |
| 37.                  | Clairon               | 04′     |
|                      | Tremulant             |         |

| Pedal C–f1 |               |     |
| 38.        | Willigis-Bass | 32′ |
| 39.        | Untersatz     | 32′ |
| 40.        | Principal     | 16′ |
| 41.        | Violon        | 16′ |
| 42.        | Subbass       | 16′ |
| 43.        | Octavbass     | 08′ |
| 44.        | Gedacktbass   | 08′ |
| 45.        | Tenoroctave   | 04′ |
| 46.        | Posaune       | 16′ |
| 47.        | Trompete      | 08′ |

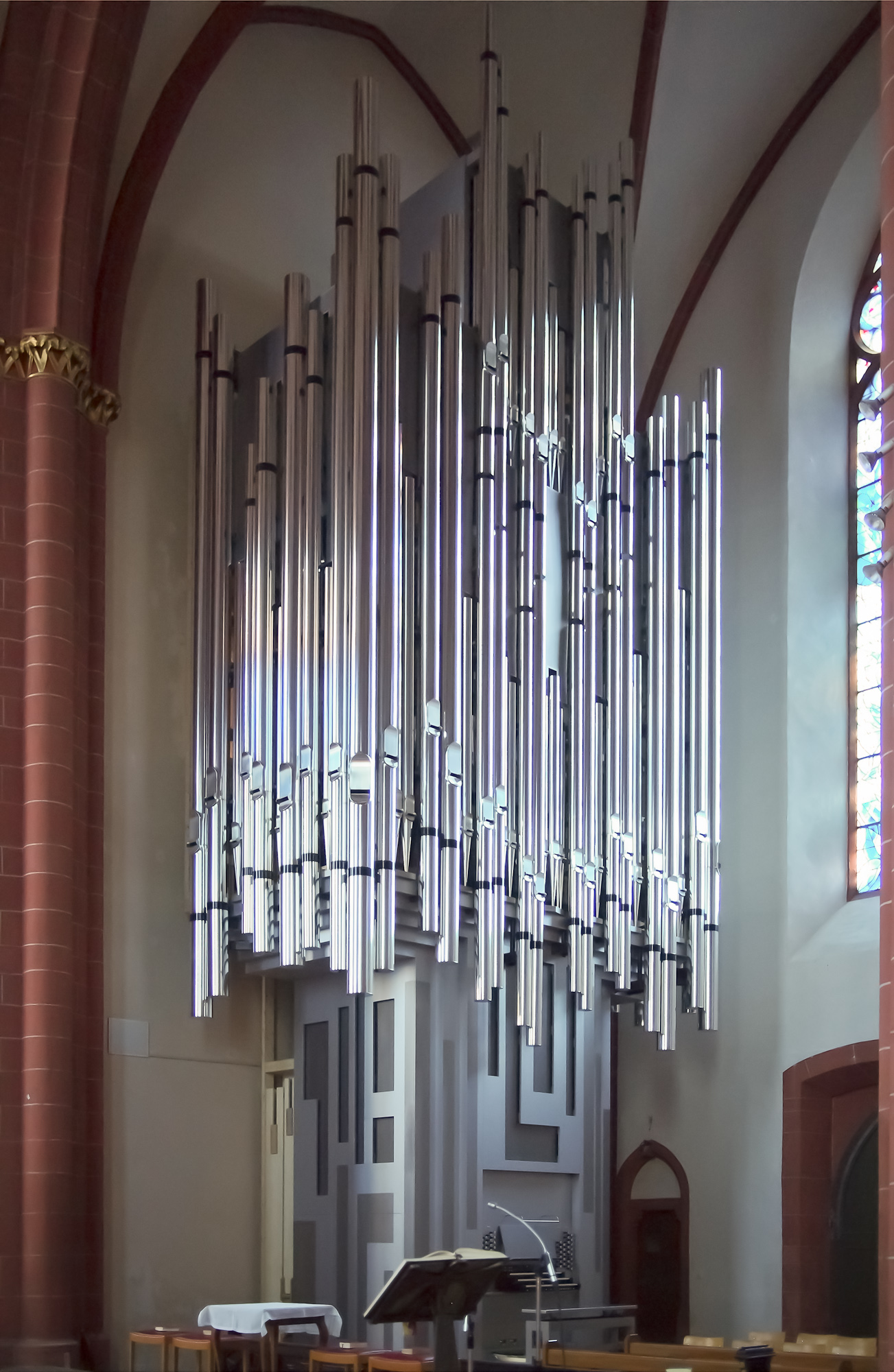
Die Orgel der Fa. Klais in St. Stephan

- Koppeln: II/I, III/l, III/II, I/P, II/P, III/P, III 4′/P
- Anmerkungen:

1. ↑  (C–H 10 2⁄3′ + Nr. 40, ab c aus Nr. 40).
2. ↑  (C–H 10 2⁄3′ + Nr. 42, ab c aus Nr. 42).
3. ↑  aus 1.

- Anmerkung zu den 32′-Registern: Ein Satz von zwölf Pfeifen 10 2/3′ bedient sowohl Register 38 als auch Register 39, um einen 32′-Differenzton zu erzeugen.[12]
- Höhe: 14,7 m, Gewicht: 17 t.

### Annahaupt
In der Kirche wurde von 1212 bis zu einer Renovierung im Jahr 1500 eine Reliquie aufbewahrt, die der heiligen Anna zugeschrieben wurde. Das so genannte Annahaupt ist ein handtellergroßes Stück einer menschlichen Hirnschale, eingelassen in einem silbernen Büstenreliquiar aus dem 14. Jahrhundert. Heute befindet es sich in Düren.

### Bilder des Kreuzgangs

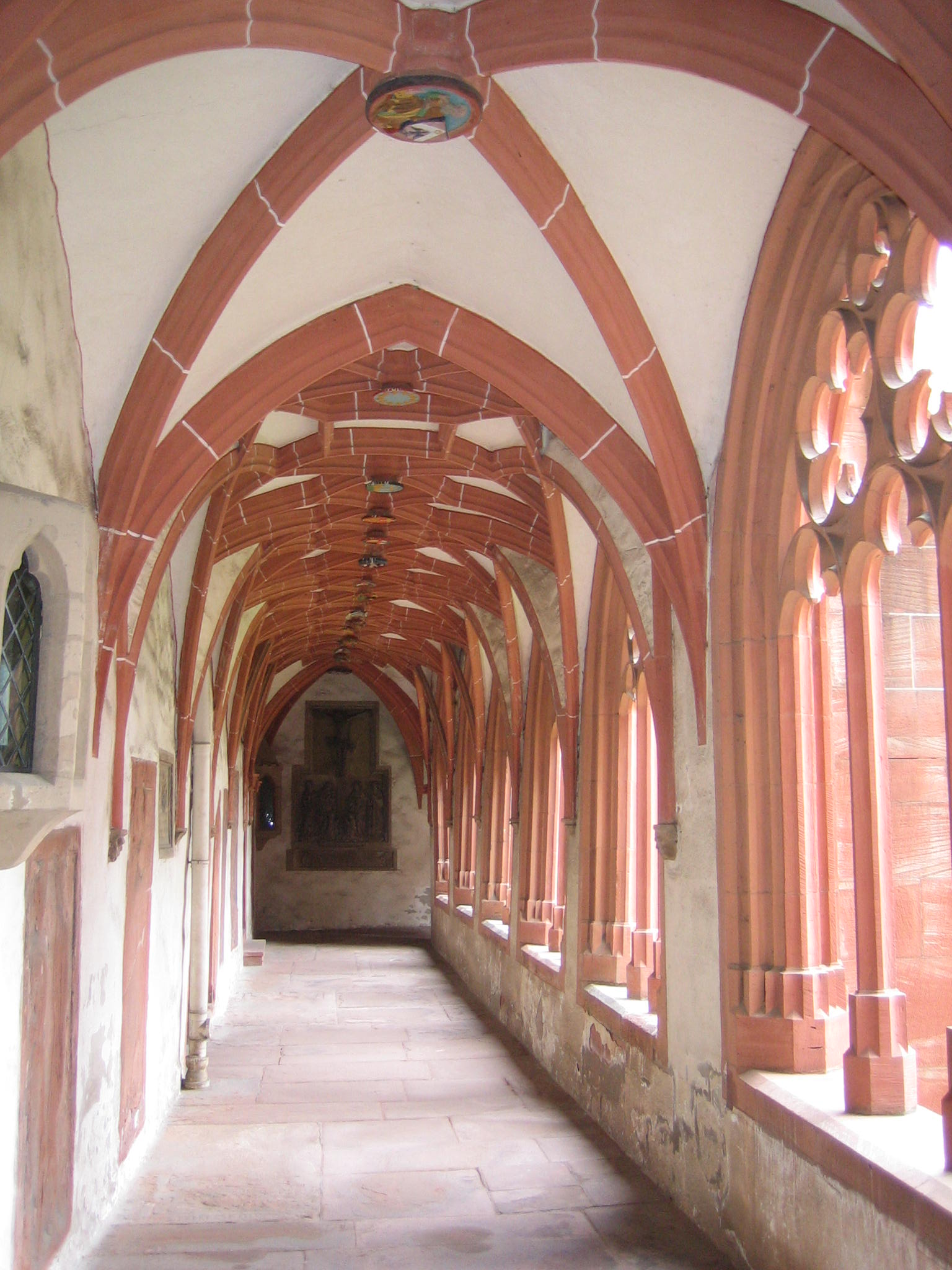
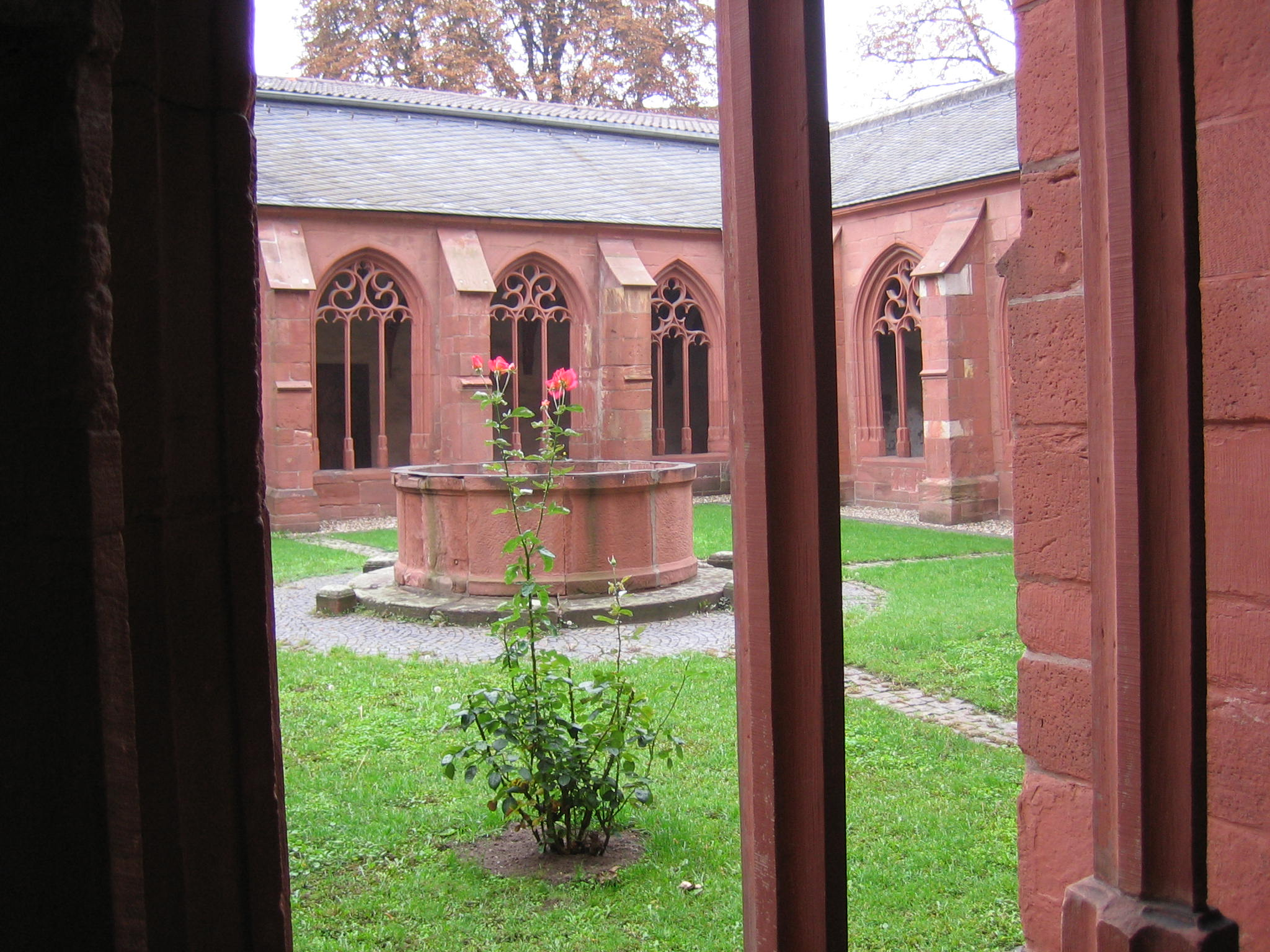
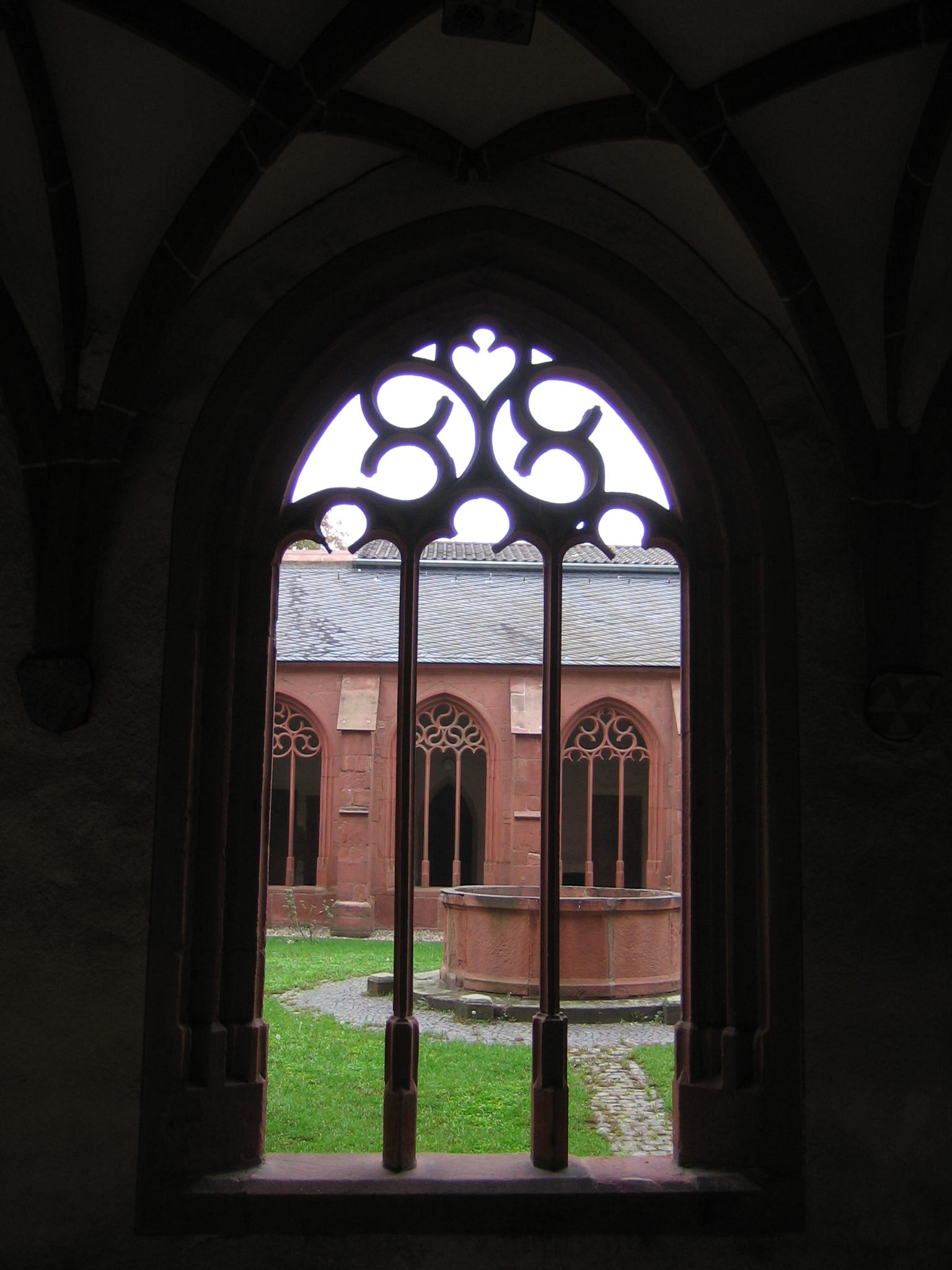
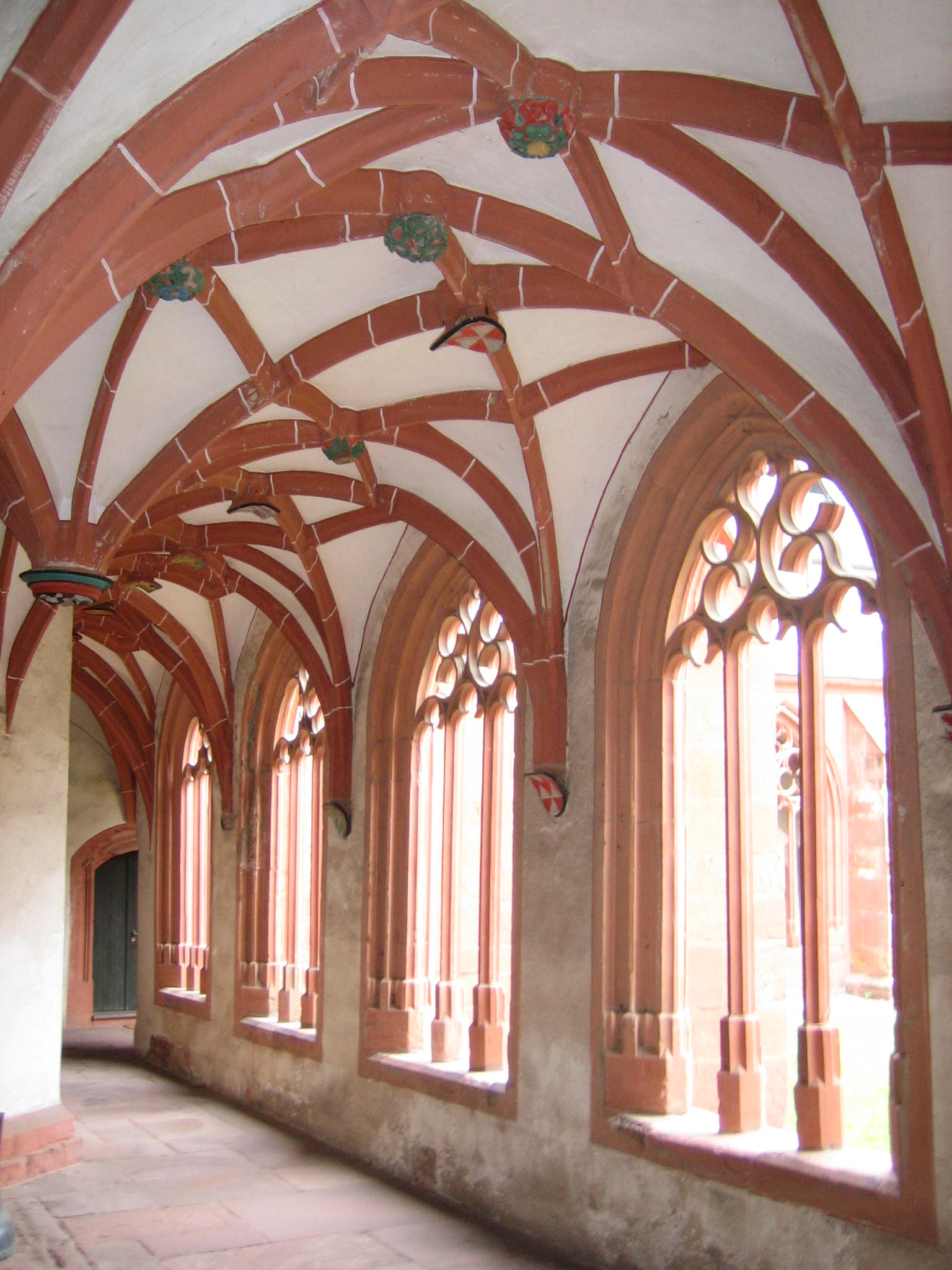
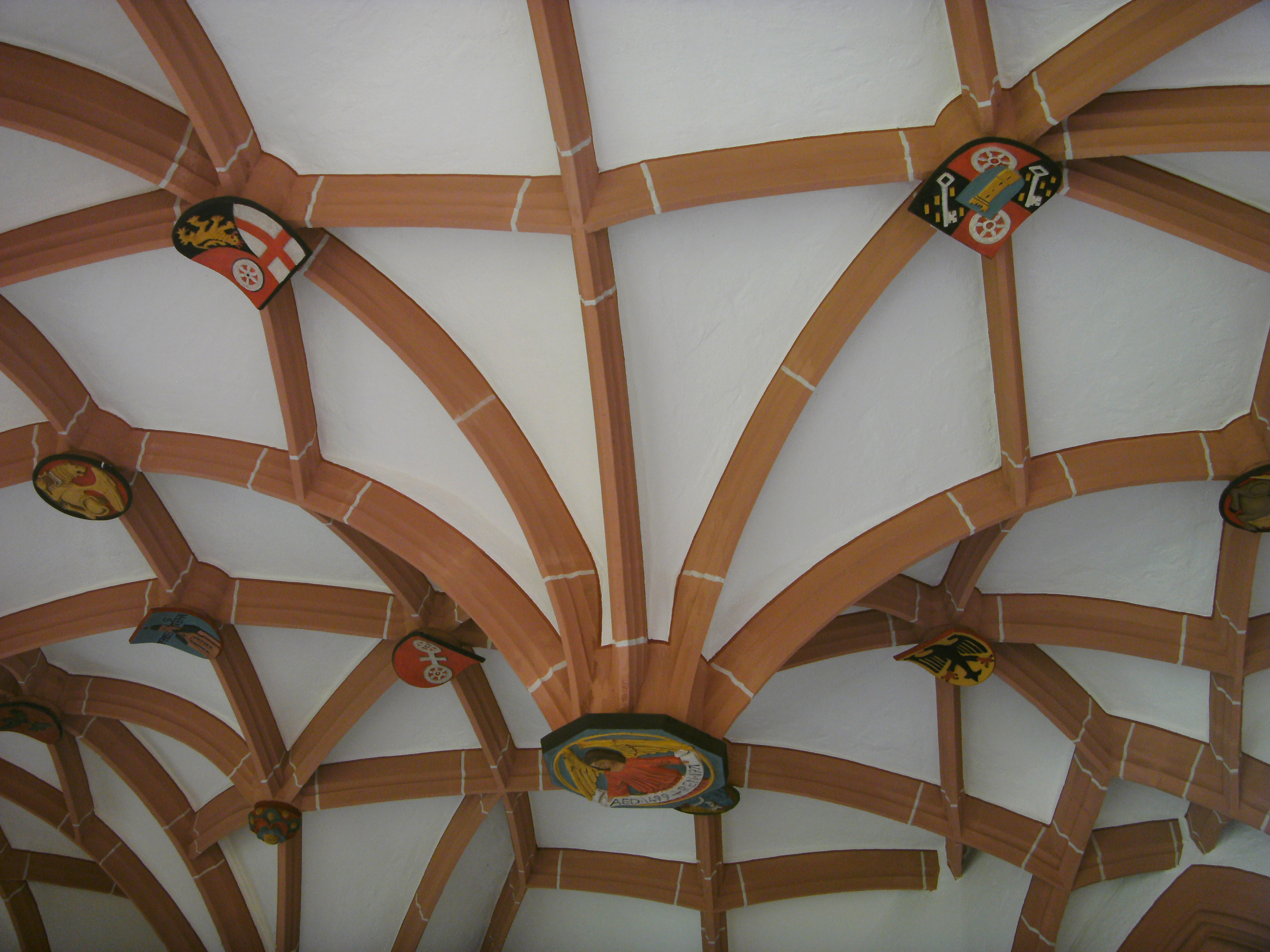
Netzrippengewölbe

## Filmdokumentation
- Die Chagall-Fenster in Mainz. TV-Dokumentation von Marcel Schilling aus der Reihe Schätze des Landes. Deutschland 2007, SWR Fernsehen, 30 Minuten